# Hardcore wrestling
Hardcore wrestling je forma profesionálního wrestlingu, kde nejsou dodržována tradiční pravidla, zápasy se odehrávají v neobvyklém prostředí a v zápase je možné využívat různé předměty. Některé organizace (Big Japan Pro Wrestling nebo Combat Zone Wrestling) se na hardcore wrestling specializují. 

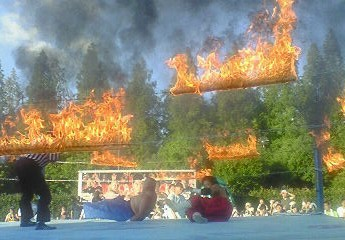
Ohnivý smrtící zápas

Hardcore wrestling se začal rozvíjet nejprve v Japonsku ve federacích jako Frontier Martial-Arts Wrestling a W*ING. Poté začal být velice úspěšný v Americe v Extreme Championship Wrestling. World Wrestling Federation / Entertainment tohoto úspěchu využila a v 90. letech představila svůj WWF Hardcore šampionát. WWF brzy tyto zápasy přeměnila na komické parodie a zdůrazňovala trapnost, která se jich týkala.  

## Pravidla
Hardcore wrestling může mít různé formy:
- 24/7 zápas o titul je zápas, kde wrestler musí obhájit svůj titul za každé situace. Zápas (a titul) může být vyhrán pomocí pinfallu kdekoli a kdykoli v přítomnosti rozhodčího. Zápas nemá žádné určené místo konání, čas a dokonce ani soupeře (v některých případech se šampiónem dokonce nemusí být lidská bytost).
- Zápas bez diskvalifikace a zápas no holds barred je méně drsný, akce se odehrává většinou v ringu. Předměty a zbraně se používají výjimečné.
- Pouliční zápas má v sobě něco ze "No Holds Barred" zápasu a zápasu "Bez diskvalifikace" a povoluje pinfall nebo submission mimo ring.
- Smrtící zápas je nejbrutálnější formou Hardcore wrestlingu. Používají se při něm zbraně a různé předměty. V posledních letech některé atletické komise v USA sepisují petice na zastavení používání zbraní a jiných předmětů v těchto zápasech.
- Hardcore zápas, někdy uváděný jako Ravenovy pravidla, má tendenci být někde mezi, s důrazem na brutalitu útoků a nezachází až tak daleko, jako "smrtící zápas". WWE nazývá Hardcore zápasy jako "Extreme Rules" zápasy a v případě, že se zápasu účastní bývalá WWE hvězda Finlay, tak "Belfast Brawl".
- Klec smrti je zápas každoročně pořádaný organizací Combat Zone Wrestling.  Při zápase se  používají různý předměty rozmístěné po ringu nebo přidělané ke stěně klece.
- Sešívací zbraňový zápas může mít několik forem. Zápasu se účastní dva nebo více zápasníků a hlavním účelem je přišít něco sešívačkou na čelo soupeře. Tento typ zápasu pořádá mnoho wrestlingových organizací. Pravidla se pro každý zápas liší ale vždy musí být něco přišito na určitou část těla zápasníka. V Outcast Xtreme Wrestling (OXW) osoba, která sešije bankovku na jakoukoli část těla soupeře, vyhrává. V Combat Zone Wrestling vyhrává ten, kdo "sešije soupeře" 13krát, tento zápas se zde nazývá "Nešťastných 13 sponek ze sešívačky". International Wrestling Association (IWA) mají svou vlastní verzi tohoto a zápasu, a to "Nešťastných 7 sponek ze sešívačky".

## Nejznámější zápasníci hardcore wrestlingu
- Edge
- Exotic Adrian Street
- Tommy Dreamer
- (The Original) Sheik
- Abdullah the Butcher
- Sandman
- Bruiser Brody
- Terry Funk
- Mick Foley
- Sabu
- Hardcore Holly
- Necro Butcher
- Raven (wrestler)
- Rob Van Dam
- Taz